# Lista över rådmän vid Göteborgs rådhusrätt
Detta är en lista över rådmän vid Göteborgs rådhusrätt.

## 1600-talet
- Oluf Hielt 1621
- Erik Andersson 1621
- Jöran Rådde 1621
- Börje Börjesson 1621
- Henrik Salfelt 1621
- Peder Arvidsson 1621-1623
- Gilius van Eick 1621 -1623
- Anders Bånge 1621-1624
- Adrian Jansson Bann 1621-1630
- Olof Torsson 1621-1637
- Håkan Larsson 1621-1636
- Thomas Stewart 1621-1630
- Peter Langer 1621-1636
- Pieter Dircks van Egmont 1621-1624
- Roloff Jansson van Schottingen 1621-1624
- Nils Börjesson Drakenberg (samt byggnadspresident 1624) 1622-1624
- Abraham Cabeliau 1622-1624
- Albert van Velden 1622-1624
- Jakob de Rees 1622-1627
- Jacob Huefnagel (samt justitiepresident 1624) 1622-1624
- Hans Andersson 1622
- Lambert Schöpping 1622-1624
- Bengt Svensson I 1622-1632
- Bengt Svensson II 1622
- Johan Braun 1624-1652
- Michel Wernle (samt commerciepresident 1624) 1624
- Hans Jung 1624-1637
- Petrus Naeldewijk 1624-1637
- Rudier van Ackern (samt commerciepresident 1627) 1625-1627
- Elias Gans 1627-1637
- Jakob Hoyer (samt justitiepresident 1629) 1629
- Johan Amija 1629-1641
- Hans Macklier 1632-1659
- Erik Siggesson 1633-1647
- Daniel Nilsson 1633
- Henrik Hampton 1633-1635
- Anthony Knipe (samt commerciepresident 1639) 1635-1639
- Balthasar van Camitz 1635-1639
- Peder E:son Rosensköld ( byggnadspresident 1639) 1636-1639
- Anders Amundsson 1636-1675
- Arvid Gudmundsson 1637-1675
- Jakob van der Hagen 1637-1648
- Peder Canutius Bäfverfeldt (samt justitiepresident 1640) 1639-1640
- Hans Spalding (samt commerciepresident 1658) 1639-1658
- Jakob Svensson 1639-1645
- Sven Bengtsson 1639-1671
- Antoni Schorer 1642-1646
- Timon van Schotingen 1642-1649
- Israel Norfelt (samt justitiepresident 1653) 1645-1653
- Wedeken Dellingkhusen 1646-1657
- Jürgen von Lengerke 1647-1650
- Claudius Kloot 1648-1655
- Henrich Eilcking 1648-1650
- Benedikt Fistulator 1648-1651
- Lars Broman (samt byggnadspresident 1650) 1650
- Jakob Merser 1652-1656
- Herman Schmidt 1653-1667
- Nils Carstensson 1654-1657
- Martin Dreyer 1654-1657
- Peder Haraldsson Bieder 1656-1674
- Ollrich Steinkamp 1657-1676
- Hans Jürgensson 1657-1663
- Johan Ellers 1657-1663
- Erik Gunnarsson Sethelius 1658-1683
- Hans Krakau 1659-1671
- Paul Rokes 1664-1684
- Magnus Gripenklo (samt justitiepresident 1664) 1664
- Bartold Dellingkhusen 1664-1682
- Torbern Andersson Berling 1665-1684
- Abraham von Eyck (samt commerciepresident 1667) 1667
- Johannes Petrejus 1668-1690
- Jakob von Ackern 1671-1691
- Christian Schotte 1672-1704
- Anders Svensson 1675-1702
- Cornelius Braun 1675
- Gerhard Braun-Johan (samt justitieborgmästare 1698) 1677-1698
- Johan Rising 1677-1681
- Anders Henriksson 1676-1687
- Johan Macklier (samt justitiepresident 1676) 1676
- Alexander Cock (samt byggnadspresident 1677) 1677
- Gabriel Spalding (samt commerciepresident 1678) 1678
- Frans Kock 1682-1692
- Laurentius Böker 1683–1696
- Sven Areel 1683-1697
- Jacob Herweg 1684-1691
- Oluf Simonsson 1685–1697
- Håkan Ekman (samt justitieborgmästare 1719) 1685-1719
- Volrath Tham 1687-1700
- Henrik Braun-Johan 1688–1696

## 1700-talet
- David Amija 1691–1706
- Henrik Eilcking d.y. 1692-1702
- Jacob Utfall 1693–1709
- Magnus Melander (samt borgmästare i Borås 1707) 1697-1706
- Johan Beckman 1698-1716
- Jacob Wadst 1699-1716
- Nils Persson Sahlgren 1700-1703
- Sebastian Tham 1702-1711
- Kilian Treutiger 1703–1714
- Johan Simming 1703-1709
- Frans Schröder 1704-1717
- Albrekt von Ackern 1705-1707
- Hans Svensson Böker 1706-1718
- Johan Lauterback 1707-1714
- Herman Gieseke 1707-1710
- Erik Cederbourg 1709-1718
- Wilhelm von Utfall (samt commerciepresident 1716) 1709-1716
- Abraham Bruhn 1711-1740
- Gerhard von Oeltken (åter rådman 1719) 1711-1716
- Christoffer Christoffersson 1714-1716
- Cornelius Thorsson d.y. (samt justitieborgmästare 1731) 1714-1731
- Kilian Schwartz 1716-1745
- Anders Aurell 1716-1723
- Johan Adris Olbers 1716-1718
- Olof Häger 1716-1735
- Johan Swedmarck (samt justitieborgmästare 1737) 1716-1737
- Mathias Schilt 1716-1717
- Lars Hansson Liedgren 1717-1718
- Hans Andersson 1718-1725
- Johan Paulin (samt justitieborgmästare 1742) 1718–1742
- Jacob Bratt 1718-1748
- Gerhard von Oeltken 1719-1722
- Jean Rambeau 1719-1735
- Friedrich Krantz 1724-1735
- Hans Coopman 1725–1748
- Magnus Gustaf Kling 1731–1745
- Anders Busck (samt justitieborgmästare 1748) 1735-1748
- Lorens Bagge 1736-1742
- Sigbrand Rosenbusck 1737–1742
- Johan Ahlström 1737-1755
- Peter Silvander 1741–1750
- Peter Jernstedt 1742-1769
- Johan Mellenberg 1742-1767
- Jean Olbers 1742-1755
- Peter Coopman 1743-1764
- Daniel Pettersson (samt handels- och politieborgmästare 1765) 1746-1765
- Sven Wengren 1746
- Marcus Simming 1747-1765
- Niklas Sandberg 1748–1753
- Lorens Tanggren (samt handels- och politieborgmästare 1756) 1749–1755
- Daniel Eneroth 1749-1762
- Lorens Ekman 1753-1765
- Per Thorsson 1755-1759
- Petter Aurell 1756-1768
- Lars Bratt 1759–1784
- Andreas Damm 1760-1764
- Anders Majgren 1763–1786
- Carl Gustaf Brusewitz (samt justitieborgmästare 1782) 1764-1782
- Karl Habicht 1765–1791
- Wilhelm Swedmark 1765-1768
- Erik Kullman 1768-1769
- Daniel Klint 1769–1774
- Jakob Pettersson 1770-1810
- Christ. Lund 1771–1794
- Krist. Cedergren 1773-1780
- Olof Westman 1774-1794
- Hans Busck (samt handels- och politieborgmästare 1801) 1776-1801
- Fredrik Johan Kall 1780-1825
- Erik Christoffersson 1782-1801
- Anders Petter Ekebom 1783-1803
- Hans Edvard Pettersson 1785-1822
- Sven Schale 1786-1794
- Karl Lamberg 1792-1797
- Erik G. Fontin 1794

## 1800-talet
- Nils Hammarberg 1795-1841
- Jakob Swahn 1795-1801
- Johan Scheur 1797-1806
- Anders Kennlock 1797-1816
- Johan Minten 1802-1824
- Eric Elias Brusewitz (samt justitieborgmästare 1809) 1802-1809
- Michael B. Nolleroth 1804-1834
- Kristoffer B. Almroth 1804-1806
- Johan Göran Darin 1806-1812
- Arvid Wallerius 1808-1828
- Jacob Jacobsson 1811-1825
- Anders Fredrik Ritterberg 1813-1823
- Anders Schale 1815-1819
- Kristian Bergström 1816-1833
- Anders Brag 1816-1849
- Carl H. Carlsson 1817-1827
- S. L. Nordqvist 1820-1834
- J. N. Högfeldt 1821-1829
- Gustaf Claesson 1822-1843
- Nicklas Malm 1825-1829
- Bernhard Weinberg 1825-1856
- Carl E. Svalander 1826-1849
- Ad. Fr. Lindgren 1829-1860
- C. Fredrik Holmgren 1829-1861
- Carl Engelbom 1833-1834
- Patrik Ekman (samt justitieborgmästare 1840) 1834-1840
- Gustaf J. Billquist 1834-1848
- Carl Henrik Ewert (handels- och politiborgmästare 1845) 1834-1845
- G.H. Hegardt 1834-1846
- A.C. Ingelman 1840-1868
- Ubert Wilhelm Björck (samt justitieborgmästare 1871) 1844-1871
- P. Bagger 1845-1847
- J.O. Gren 1847-1854
- Johan David Hvitfeldt 1847-1868
- Eduard Melin 1848-1881
- J. S. Roy 1850-1882
- Fr. Ekman 1850-1860
- Niklas Tengberg 1851-1874
- G. Kennedy 1855-1879
- Fr. Aug. Risberg 1857-1872
- E.F. Kullman 1860-1897
- J.G. Bratt 1860-1877
- Gustaf Dickman (samt handels- och politiborgmästare 1872) 1860-1871
- R.A. Gabrielsson 1869-1883
- E.H. Brag 1869-1885
- Fredrik Mauritz Colliander (samt justitieborgmästare 1883) 1872-1833
- A.O. Elliot 1880-1882
- G.A. Söderberg 1883-1898
- Gustaf Svanberg 1883-1885
- Sigfrid Wieselgren 1884-1885
- J. G. Siljeström 1884-1905
- Håkan August Frick 1884-1905
- Harald Lindbäck (samt handels- och politiborgmästare 1905) 1885-1904
- Ludvig Essen 1885-1906

## 1900-talet
- Emil Ferdinand Grenander 1885-1917
- Erik Trana (samt justitieborgmästare 1908) 1897- 1908